# Jason Newsted
Jason Curtis Newsted (Battle Creek, 4 marzo 1963) è un bassista e cantante statunitense.
Ha raggiunto la notorietà come bassista del gruppo musicale thrash metal Metallica, dei quali è stato un membro dal 1986 al 2001 incidendo quattro album in studio, tra cui l'omonimo Metallica del 1991. Durante la sua carriera ha militato anche nei Flotsam and Jetsam e nel gruppo spalla di Ozzy Osbourne, oltre ad aver fondato un proprio gruppo, i Newsted.

## Biografia
Cresciuto in una fattoria, Jason ha due fratelli più grandi e una sorella più piccola. Sua madre suonava il pianoforte, mentre uno dei suoi fratelli la tromba. Il suo primo strumento fu una chitarra, che iniziò a suonare a partire da 9 anni, per poi spostarsi al basso a 14, ispirato da Gene Simmons dei Kiss e Geezer Butler dei Black Sabbath, da lui citato come la sua più grande influenza.
Sposato con Judy Talbert dal 1988, divorzia nel 1990 durante le registrazioni del quinto album dei Metallica. Si risposa nell'ottobre 2012 con Nicole Leigh Smith dopo 11 anni di fidanzamento.
Oltre alla musica, Newsted si dedica in modo professionale anche alla pittura, influenzato dalla moglie, anch'ella pittrice, e dalla passione per l'arte, che Lars Ulrich gli ha trasmesso nel periodo passato con i Metallica.

## Carriera

### Flotsam and Jetsam
Dal 1981 al 1986 Newsted fu il bassista dei Flotsam and Jetsam, con i quali pubblicò l'album di debutto Doomsday for the Deceiver.

### Metallica
In seguito alla morte del bassista dei Metallica Cliff Burton, avvenuta nel settembre 1986, il gruppo iniziò le ricerche per sostituirlo: Newsted fu ascoltato insieme a circa altri quaranta musicisti e si aggiudicò il ruolo.
Il suo debutto avvenne con la pubblicazione dell'EP The $5.98 E.P.: Garage Days Re-Revisited (1987), seguito l'anno successivo dall'album in studio ...And Justice for All: quest'ultimo fu soggetto a varie critiche relative alla sua produzione, a causa della quale le parti di basso erano poco udibili. Newsted affermò che ciò fosse dovuto a episodi di nonnismo da parte di Lars Ulrich e di James Hetfield, sebbene entrambi affermarono di essere rimasti delusi dalla produzione dell'album; in aggiunta i critici affermarono anche che la maggior parte delle linee di basso seguivano le linee di chitarra ritmica al punto da rendere indistinguibili le une dalle altre. Nonostante i vari problemi, l'album raggiunse la sesta posizione nella Billboard 200 e proiettò il gruppo verso un successo maggiore.
Con i Metallica Newsted pubblicò i tre successivi album in studio Metallica (1991), che ad oggi si tratta dell'album con il miglior successo commerciale nonché quello che rese il gruppo famoso nel mondo, Load (1996) e ReLoad (1997); prese inoltre parte all'album di cover Garage Inc. (1998) e ai tre DVD Live Shit: Binge & Purge (1993), Cunning Stunts (1998) e S&M (1999). Newsted suonò anche nel brano I Disappear, pubblicato come singolo nel 2000 e inserito nella colonna sonora del film Mission: Impossible 2.
Durante il suo periodo con i Metallica, oltre a suonare il basso Newsted eseguì anche i cori in molti brani del gruppo: nei tour avvenuti dopo il 1991 era infatti solito cantare parti di Creeping Death, Whiplash e Seek & Destroy, oltre ad aver cantato interamente la maggior parte dei brani nei tre concerti al Summer Sanitarium Tour, durante il quale Hetfield si stava riprendendo da un infortunio.
Con i Metallica Newsted compose soltanto tre brani: Blackened (inserita in ...And Justice for All), My Friend of Misery (presente in Metallica e originariamente composta per essere la strumentale dell'album) e infine Where the Wild Things Are (contenuta in ReLoad).
Nel gennaio 2001 Newsted propose al gruppo di prendersi una lunga pausa, di qualche anno, che avrebbe utilizzato per concentrarsi sul suo progetto parallelo Echobrain: in quel periodo sia Hetfield sia Ulrich erano sposati e avevano figli e dovevano dedicarsi maggiormente alla famiglia; Newsted, che non aveva nessun interesse al matrimonio o avere bambini, voleva concentrarsi di più sulla musica e sui suoi progetti paralleli, ma gli altri componenti del gruppo rifiutarono la sua proposta e Jason decise di abbandonare i Metallica.
Il 17 gennaio dello stesso anno, quando i piani per la realizzazione dell'ottavo album in studio divennero concreti, Newsted annunciò il suo abbandono, che definì motivato da «ragioni private e personali e dal danno fisico che ho fatto a me stesso nel corso degli anni per suonare la musica che amo».
In un'intervista a Playboy con i Metallica, Newsted rivelò l'intenzione di pubblicare un album con gli Echobrain: Hetfield si disse contrario all'idea, affermando che «quando qualcuno (all'interno del gruppo) realizza un progetto parallelo, quest'ultimo toglie forza ai Metallica». Newsted rispose citando il contributo del frontman dei Metallica ai brani di altri musicisti, ma Hetfield rispose che «il mio nome non appare in quelle pubblicazioni e non sto provando in nessun modo a pubblicizzarle».
L'uscita di Newsted dai Metallica e la successiva decisione di Hetfield di partecipare a un corso di riabilitazione dal suo alcolismo fermarono momentaneamente l'attività del gruppo; quando Hetfield tornò, il gruppo completò le registrazioni di St. Anger con il produttore Bob Rock, che provvedette alle linee di basso. Il 24 febbraio 2003 Robert Trujillo divenne il nuovo bassista del gruppo.
Nonostante l'abbandono Newsted rimase in contatto con gli altri membri del gruppo e il 4 aprile 2009 ritornò a suonare con i suoi ex colleghi in occasione dell'inserimento dei Metallica nella Rock and Roll Hall of Fame: durante il concerto eseguì Master of Puppets e Enter Sandman, oltre a Train Kept A-Rollin' con Metallica, Jeff Beck, Jimmy Page, Joe Perry, Ron Wood e Flea. Nel dicembre 2011, in occasione del concerto del 30º anniversario dei Metallica, venne invitato a partecipare ad alcuni brani come Whiplash, Creeping Death e Harvester of Sorrow.

### Echobrain e IR8 vs. Sexoturica
A metà degli anni novanta Newsted fondò l'etichetta discografica Chophouse Records e creò il suo personale studio di registrazione dove registrò i primi lavori degli Echobrain, oltre a dar vita ad una operosa collaborazione e ad un progetto parallelo con altrettanti musicisti della scena rock/metal di quel periodo. Due progetti in particolare si svilupparono sufficientemente da porre in essere delle registrazioni: gli IR8 e i Sexoturica. Gli IR8 (composti da Newsted al basso e alla voce, Tom Hunting degli Exodus alla batteria e da Devin Townsend dei Strapping Young Lad alla chitarra) registrarono tre brani: Colossus, Nothing e Black on Black mentre i Sexoturica (composti dai primi due membri degli IR8 e da Andreas Kisser dei Sepultura) altri tre: Alone, Zone of Death e Dead Soul at Sleep. Queste registrazioni rimasero segrete fino al 2003, anno in cui, a seguito di un accordo con l'etichetta Surfdog Records, venne pubblicato l'album IR8 vs. Sexoturica contenente le suddette registrazioni.

### Ozzy Osbourne e Voivod
Nel 2002 Newsted entrò nella formazione del gruppo canadese Voivod, con i quali pubblicò l'album omonimo l'anno successivo. Nello stesso anno, divenne il sostituto di Trujillo nel gruppo di Ozzy Osbourne (essendosi scambiati di posto) per l'Ozzfest 2003, manifestazione alla quale parteciparono anche i Voivod. In un'intervista a MTV, sia Osbourne che Newsted mostrarono un grande entusiasmo nel realizzare un nuovo album insieme, e Osbourne affermò che Newsted gli ricordò «un giovane Geezer Butler». Tuttavia, la collaborazione con Osbourne durò poco, e il bassista abbandonò verso la fine del 2003, venendo rimpiazzato dal bassista di Rob Zombie Rob Nicholson.
Terminati gli impegni con Ozzy Osbourne, Newsted ritornò nei Voivod, ai tempi composti (oltre che da lui al basso) da tre dei quattro membri originari: Denis Bélanger (voce), Denis D'Amour (chitarra) e Michel Langevin (batteria). Il 26 agosto 2005 D'Amour morì all'età di 45 anni a causa di complicazioni da cancro del colon-retto. L'album Katorz, pubblicato nel 2006, si basa attorno a riff di chitarra trovati sul computer portatile di D'Amour. Nel giugno 2009, il gruppo pubblicò il dodicesimo album Infini, anch'esso basato sui riff composti da D'Amour prima della sua scomparsa. Il disco fu l'ultimo realizzato con Newsted, in quanto i Voivod decisero di richiamare in formazione il bassista originale Jean-Yves Thériault.

### Ritorno sulle scene musicali, Newsted a altri progetti

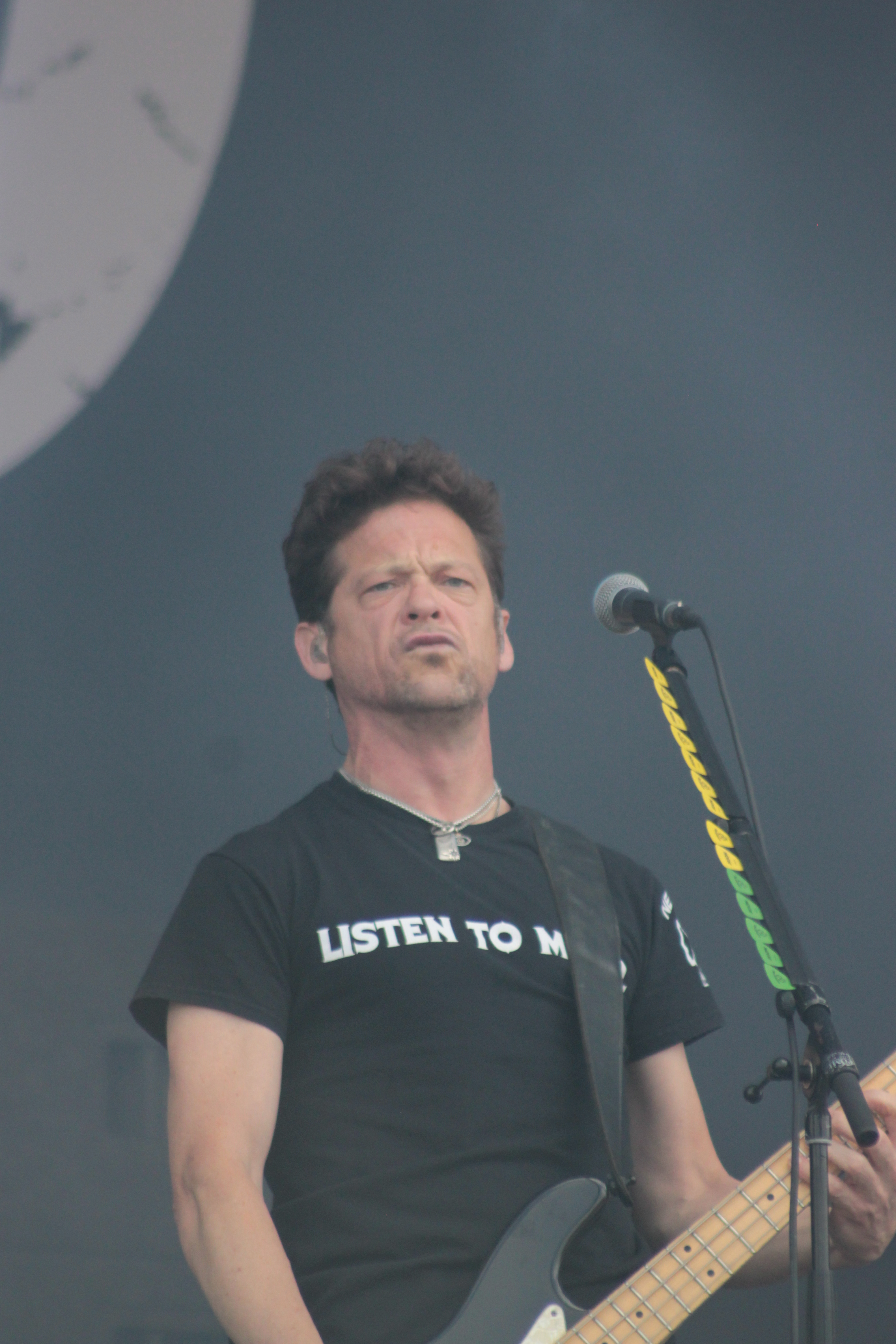
Jason Newsted in concerto con i Newsted all'Hellfest 2013

Nel 2012 Newsted annunciò il suo ritorno sulle scene musicali con la creazione di un sito personale e di un nuovo gruppo musicale chiamato Newsted, composto (oltre che da lui al basso e alla voce) da Jesus Mendez Jr. alla batteria e da Jessie Farnsworth alla chitarra. L'8 gennaio 2013 il gruppo pubblicò l'EP Metal. Il 20 marzo si aggiunse al gruppo anche il chitarrista Mike Mushok, proveniente dagli Staind. Il 6 agosto è stato pubblicato l'album di debutto, intitolato Heavy Metal Music. Il gruppo fu sciolto dal 2014 dallo stesso Newsted.
Negli anni successivi si dedica a un nuovo progetto blues chiamato The Chophouse Band, suonando occasionalmente dal vivo ma senza però pubblicare alcun materiale ufficiale. Nel febbraio 2023 annuncia di essere alla ricerca di un chitarrista per portare avanti due nuovi progetti heavy metal, dei quali fa già parte insieme allo stesso Newsted un ignoto batterista.

## Discografia

### Con i Flotsam and Jetsam
- 1986 – Doomsday for the Deceiver
- 1988 – No Place for Disgrace (accreditato in tre canzoni)
- 2012 – Ugly Noise (accreditato tra i compositori dei testi, ma non ha suonato in nessun brano)[26]

### Con i Metallica
- 1987 – The $5.98 E.P.: Garage Days Re-Revisited
- 1988 – ...And Justice for All
- 1991 – Metallica
- 1993 – Live Shit: Binge & Purge
- 1996 – Load
- 1997 – ReLoad
- 1998 – Garage Inc.
- 1999 – S&M
- 2010 – Six Feet Down Under EP (accreditato in sei canzoni)

### Con gli Echobrain
- 2002 – Strange Enjoyment (EP)
- 2002 – Echobrain
- 2004 – Glean (accreditato in una canzone)

### Con i Papa Wheelie
- 2002 – Unipsycho
- 2003 – Live Lycantropy

### Con i Voivod
- 2003 – Voivod
- 2006 – Katorz
- 2009 – Infini

### Con i Newsted
- 2013 – Metal (EP)
- 2013 – Heavy Metal Music

### Collaborazioni
- 1998 – Unkle - The Knock, Drums of Death Part 2 (nell'album Psyence Fiction)
- 1998 – Sepultura - Hatred Aside (nell'album Against)
- 2001 – The Moss Brothers - Electricitation
- 2002 – Gov't Mule - Trying Not to Fall (nell'album The Deep End, Volume 2)
- 2003 – IR8/Sexoturica - IR8 vs. Sexoturica
- 2006 – Rock Star Supernova - Rock Star Supernova
- 2011 – WhoCares - Out of My Mind (nel singolo Out of My Mind/Holy Water)